# Mocsa (Hungria)
Mocsa é um município da Hungria, situado no condado de Komárom-Esztergom. Tem 67,2 km² de área e sua população em 2015 foi estimada em 2.126 habitantes.